# Igor Paixão
Igor Guilherme Barbosa da Paixão (Macapá, Amapá, Brasil, 28 de junio de 2000), conocido como Igor Paixão (pronunciado [iˈɡɔʁ pajˈʃɐ̃w̃]) es un futbolista brasileño. Juega como delantero o extremo izquierdo y su equipo actual es el Olympique de Marsella de la Ligue 1.

## Trayectoria

### Coritiba

#### Sus comienzos
Igor Paixão nació en Curiaú, un quilombo de la ciudad amapense de Macapá, y se unió a las inferiores de Coritiba en 2014, después de transcurrido un período de prueba. El 26 de octubre de 2018 firmó su primer contrato profesional con el club Coxa.
Fue promovido al primer equipo en enero de 2019, luego de haber disputado la «Copinha Paulista» de dicho año. Hizo su debut profesional el 27 de enero, sustituyendo a Giovanni en el segundo tiempo del empate 0-0 de local contra Toledo válido por la primera fase del Campeonato Paranaense. En abril de 2019, el nuevo entrenador Umberto Louzer prescindió de él, retornando nuevamente al equipo sub-20.
El 11 de junio de 2019 volvió a jugar por el primer equipo del club, reemplazando a Juan Alano en los minutos finales de la victoria de visita por 1-0 del Coxa-branca sobre Guarani en la Serie B de 2019. Participó en cinco partidos más del torneo, todos ellos como suplente. A su vez, su equipo obtuvo el ascenso al Brasileirão para la siguiente temporada.

#### Préstamo en Londrina
El 19 de enero de 2020, fue cedido al Londrina de la Serie C hasta el final de la temporada, marcando con su nuevo club en su debut, aportando con el gol de la victoria en el último minuto del encuentro en que vencieron 2-1 al Paraná Soccer Technical Center.
Igor Paixão ayudó al Tubarão a lograr su ascenso a la Serie B, marcando tres goles durante la campaña del club en la Serie C, retornando al Coritiba en enero de 2021.

#### Regreso a Coritiba

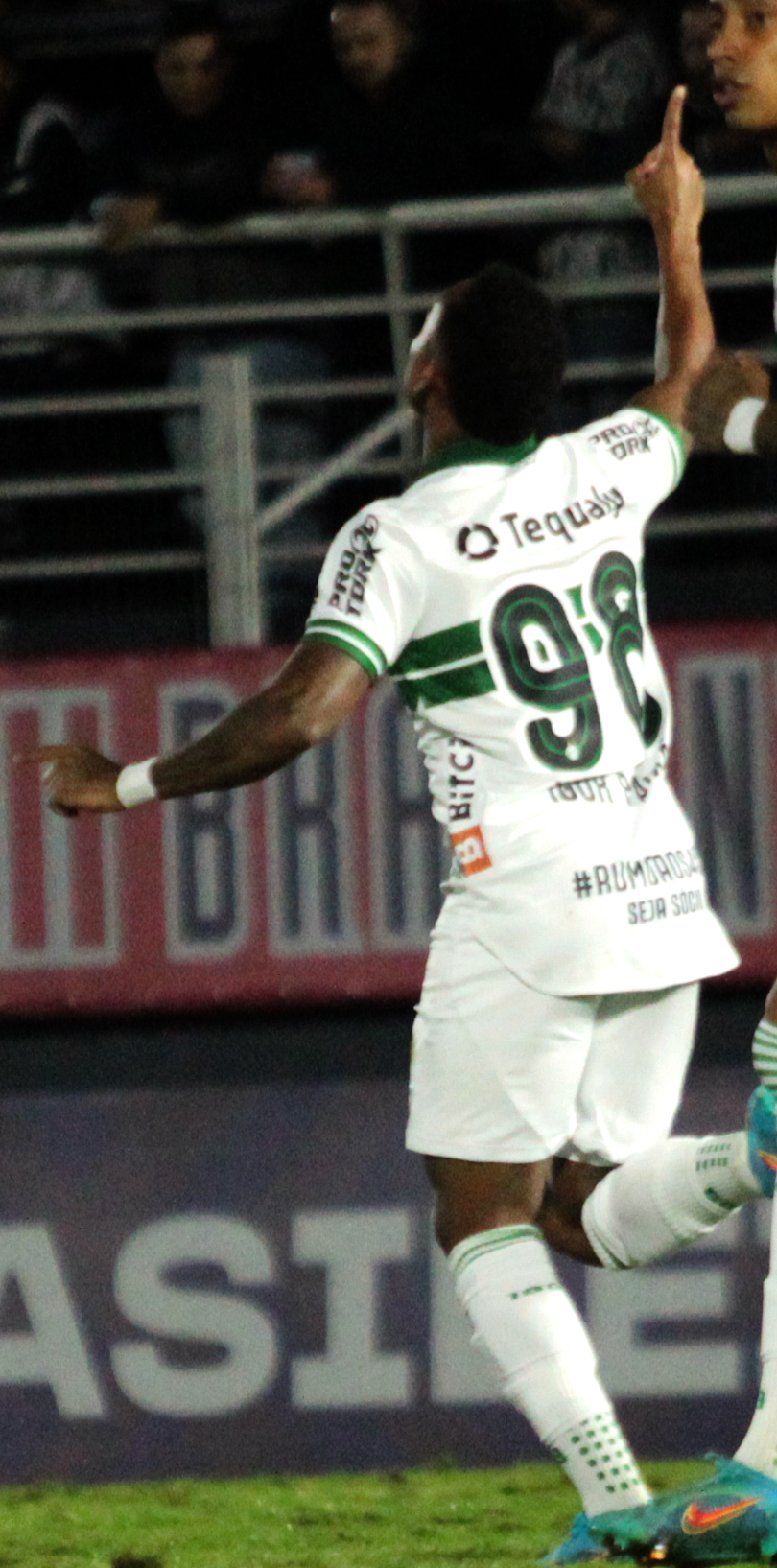
Paixão celebrando un gol con el Coritiba en 2022

A su regreso al club, Paixão comenzó a adquirir regularidad con el Coritiba bajo la dirección de Gustavo Morínigo, marcando su primer gol con el club el 28 de marzo de 2021, en la victoria de local por 2-1 sobre el Cascavel CR. También fue titular indiscutible en la campaña del Coxa en la Serie B de 2021, anotando siete goles en el torneo en que Coritiba lograría nuevamente el ascenso a la máxima categoría del fútbol brasileño.
El 7 de febrero de 2022, tras marcar ya cuatro goles en los cinco primeros partidos de la temporada, Igor Paixão renovó su contrato con Coritiba hasta finales de 2024. Hizo su debut en la primera división del fútbol brasileño el 10 de abril en la victoria de local por 3-0 de su club sobre Goiás.
Igor Paixão anotó su primer gol en la máxima categoría el 23 de abril de 2022, aportando con el primero de los goles su equipo en el empate 2-2 ante el Atlético Mineiro.

### Feyenoord

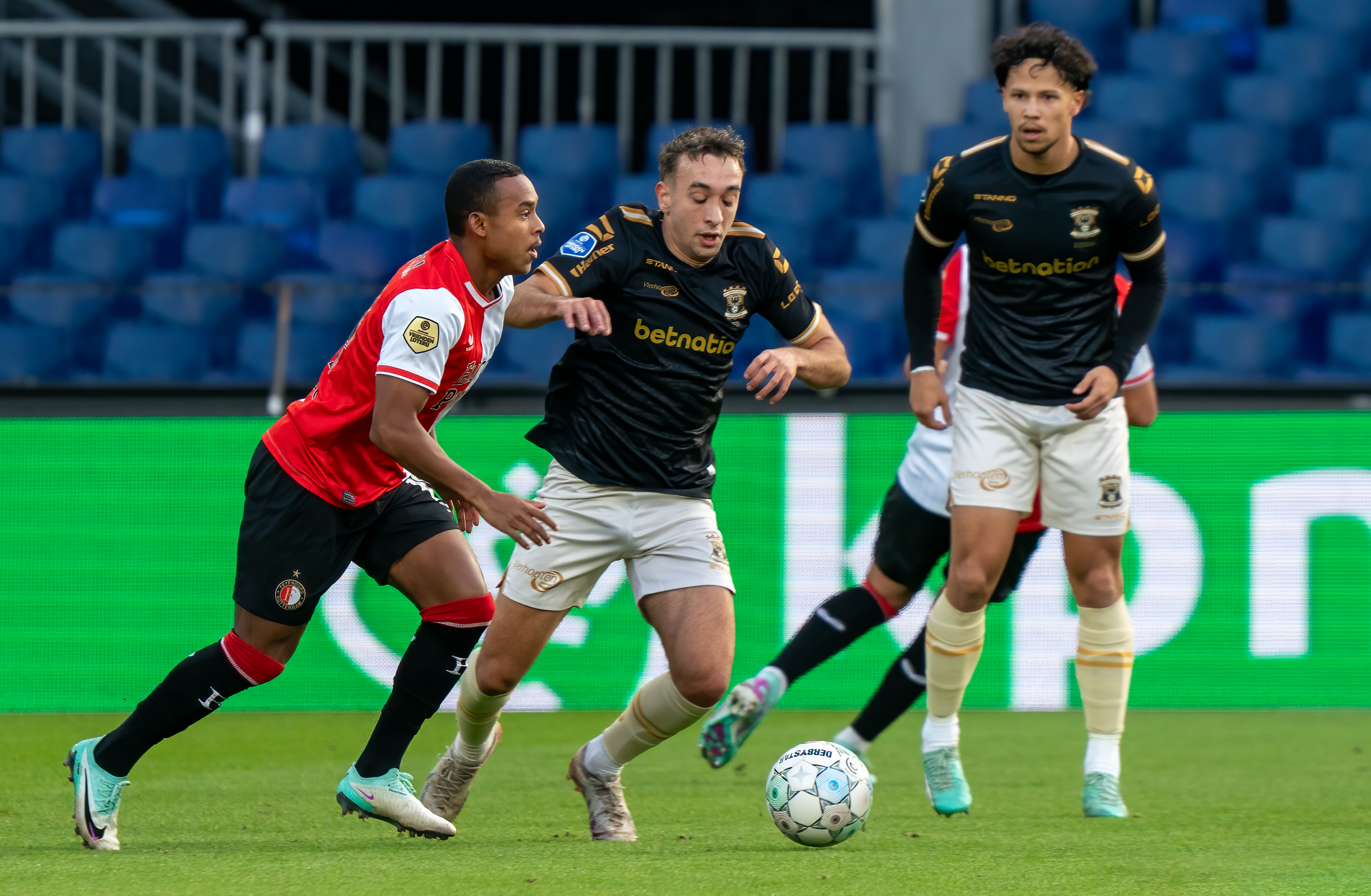
Igor Paixao en una posición con la magia del Feyenoord

El 17 de agosto de 2022, Paixão firmó un contrato de cinco años con el Feyenoord de la Eredivisie de los Países Bajos. El 15 de enero de 2023, marcó su primer gol con la camiseta del Stadionclub, en la victoria de visita por 3-0 sobre el FC Groningen. El Feyenoord se tituló campeón de la Eredivisie 2022-23, con Paixão anotando 7 goles en 26 partidos, incluido el tercer gol de la victoria por 3-0 sobre el Go Ahead Eagles para asegurar el título del equipo de Róterdam.
Igor Paixão juega en el Feyenoord desde 2022. En tres temporadas con el equipo neerlandés, disputó 129 partidos, marcó 39 goles y dio 23 asistencias. Ganó tres títulos con el Feyenoord: el Campeonato Neerlandés (2022-23), la Copa Neerlandesa (2023-24) y la Supercopa Neerlandesa (2024).
En su primera temporada en los Países Bajos, Igor Paixão participó en 15 goles en 37 partidos, anotando nueve goles y dando seis asistencias. La temporada siguiente (2023-24), Igor anotó 12 goles y dio nueve asistencias en 45 partidos.
Marcó 18 goles y dio 14 asistencias en 47 partidos, su última temporada, convirtiéndose en la estrella del Feyernood. Además, Igor fue el segundo máximo goleador del campeonato holandés con 16 goles. El 21 de mayo de 2025, fue nombrado Futbolista Holandés del Año, convirtiéndose en el cuarto brasileño en ganar la Bota de Oro. Paixão abandonó Holanda tras haber disputado 129 partidos, anotando 39 goles y dando 29 asistencias.

### Olympique de Marsella
El 1 de agosto de 2025 se anunció su fichaje por el Olympique de Marsella de la Ligue 1 de Francia, en lo que sería el fichaje más costoso de la historia del club francés. Igor llega al Marsella por 30 millones de euros, con opciones que podrían alcanzar los 35 millones. Paixão llega al Marsella con un contrato de cinco temporadas.

## Selección nacional

### Selección sub-23
El 18 de agosto fue uno de los convocados por el técnico Ramon Menezes para disputar dos amistosos la selección brasileña sub-23 contra su símil de Marruecos con miras al torneo de fútbol de los Juegos Panamericanos de 2023 y al torneo preolímpico de 2024. Con la convocatoria, Paixão se convirtió en el primer jugador amapense en vestir la camiseta de un seleccionado sub-23 de Brasil.

## Estadísticas

### Clubes
| Club                     | Div.          | Temporada     | Liga  | Liga  | Liga   | Regional     | Regional     | Regional     | Copas | Copas | Copas  | Internacional | Internacional | Internacional | Total | Total | Total  | Media goleadora |
| Club                     | Div.          | Temporada     | Part. | Goles | Asist. | Part.        | Goles        | Asist.       | Part. | Goles | Asist. | Part.         | Goles         | Asist.        | Part. | Goles | Asist. | Media goleadora |
| ------------------------ | ------------- | ------------- | ----- | ----- | ------ | ------------ | ------------ | ------------ | ----- | ----- | ------ | ------------- | ------------- | ------------- | ----- | ----- | ------ | --------------- |
| Coritiba · Brasil        | 2.ª           | 2019          | 6     | 0     | 0      | 5            | 0            | 0            | —     | —     | —      | —             | —             | —             | 11    | 0     | 0      | 0               |
| Londrina · Brasil        | 3.ª           | 2020          | 20    | 4     | 0      | 10           | 0            | 0            | 1     | 0     | 0      | —             | —             | —             | 31    | 4     | 0      | 0.13            |
| Coritiba · Brasil        | 2.ª           | 2021          | 34    | 7     | 5      | 10           | 3            | 0            | 3     | 0     | 0      | —             | —             | —             | 47    | 10    | 5      | 0.21            |
| Coritiba · Brasil        | 1.ª           | 2022          | 18    | 4     | 4      | 16           | 7            | 6            | 3     | 0     | 0      | —             | —             | —             | 37    | 11    | 10     | 0.3             |
| Coritiba · Brasil        | Total club    | Total club    | 58    | 11    | 9      | 31           | 10           | 6            | 6     | 0     | 0      | 0             | 0             | 0             | 95    | 21    | 15     | 0.25            |
| Feyenoord · Países Bajos | 1.ª           | 2022-23       | 28    | 7     | 5      | Inexistentes | Inexistentes | Inexistentes | 3     | 1     | 0      | 6             | 1             | 1             | 37    | 9     | 6      | 0.26            |
| Feyenoord · Países Bajos | 1.ª           | 2023-24       | 31    | 9     | 4      | Inexistentes | Inexistentes | Inexistentes | 6     | 2     | 0      | 8             | 1             | 0             | 45    | 12    | 4      | 0.2             |
| Feyenoord · Países Bajos | 1.ª           | 2024-25       | 34    | 16    | 14     | Inexistentes | Inexistentes | Inexistentes | 2     | 0     | 0      | 11            | 2             | 5             | 47    | 18    | 19     |                 |
| Feyenoord · Países Bajos | Total club    | Total club    | 93    | 32    | 23     | 0            | 0            | 0            | 11    | 3     | 0      | 25            | 4             | 6             | 129   | 39    | 29     | 0.25            |
| Total carrera            | Total carrera | Total carrera | 171   | 47    | 32     | 41           | 10           | 6            | 18    | 3     | 0      | 25            | 4             | 6             | 256   | 64    | 44     | 0.21            |
| 1. 2. 3.                 |               |               |       |       |        |              |              |              |       |       |        |               |               |               |       |       |        |                 |

## Palmarés y distinciones

### Títulos nacionales
| Título                        | Club      | País         | Año     |
| ----------------------------- | --------- | ------------ | ------- |
| Eredivisie                    | Feyenoord | Países Bajos | 2022-23 |
| Copa de los Países Bajos      | Feyenoord | Países Bajos | 2023-24 |
| Supercopa de los Países Bajos | Feyenoord | Países Bajos | 2024    |

### Títulos regionales
| Título                | Club     | País   | Año  |
| --------------------- | -------- | ------ | ---- |
| Campeonato Paranaense | Coritiba | Brasil | 2022 |

### Distinciones individuales
| Distinción                                           | Año  |
| ---------------------------------------------------- | ---- |
| Goleador del Campeonato Paranaense 2022              | 2022 |
| Miembro del Equipo del Mes de abril de la Eredivisie | 2023 |